# Jason Kipnis
Jason Michael Kipnis (Northbrook, 3 aprile 1987) è un giocatore di baseball statunitense.

## Carriera

### Inizi e Minor League (MiLB)
Kipnis frequentò la Glenbrook North High School a Northbrook, Illinois, sua città natale. Dopo essersi diplomato si iscrisse all'Università del Kentucky di Lexington e successivamente all'Università statale dell'Arizona, dove venne selezionato nel 4º turno del draft MLB 2008, dai San Diego Padres. Scelse di non firmare ed entrò nel baseball professionistico quando venne nuovamente selezionato, nel 2º turno del draft MLB 2009, come 63ª scelta assoluta, dai Cleveland Indians, che lo assegnarono nella classe A-breve. Giocò la stagione 2010 nella classe A-avanzata e nella Doppia-A.

### Major League (MLB)

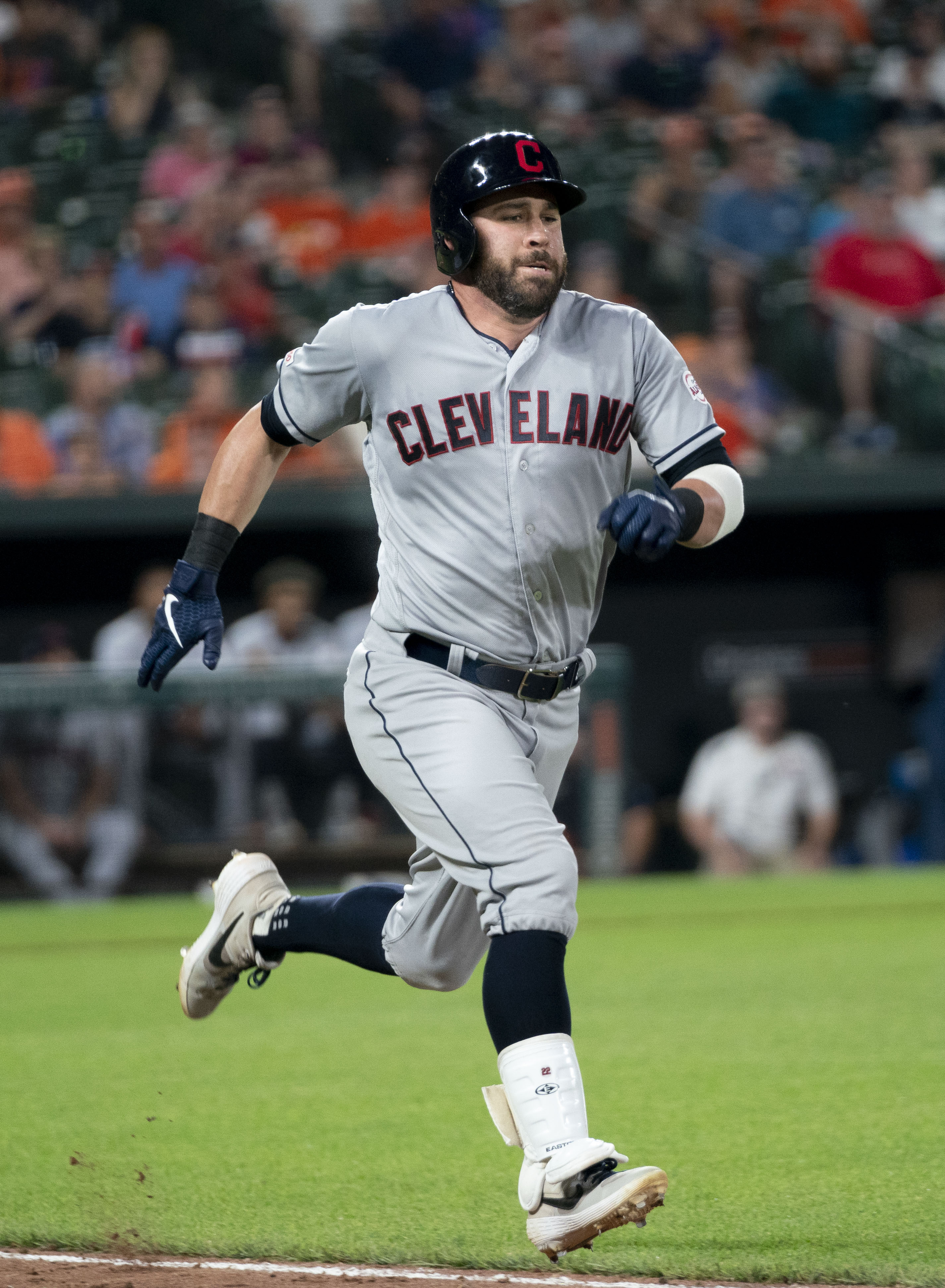
Kipnis mentre corre in prima base nel 2019

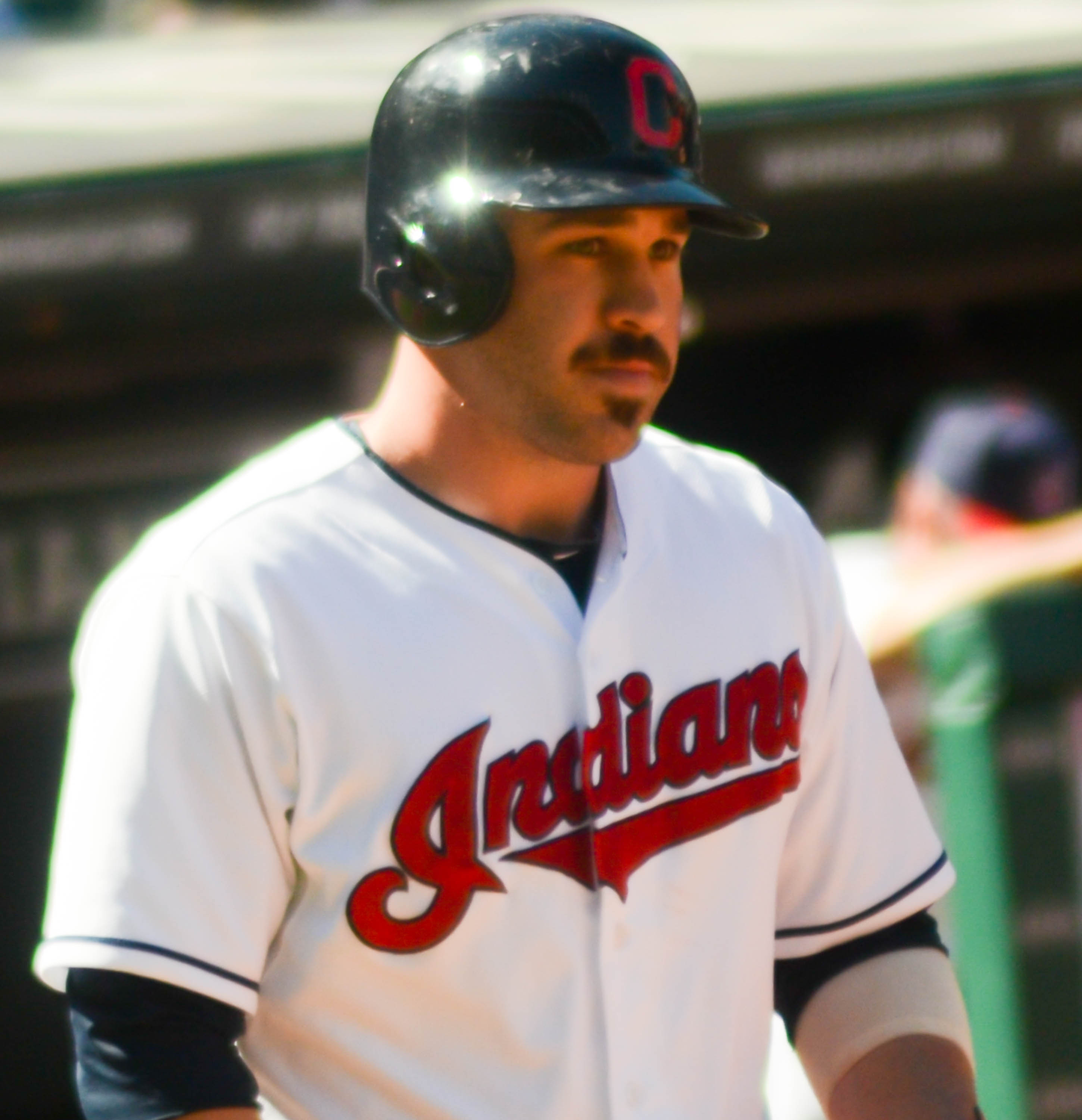
Kipnis nel 2014

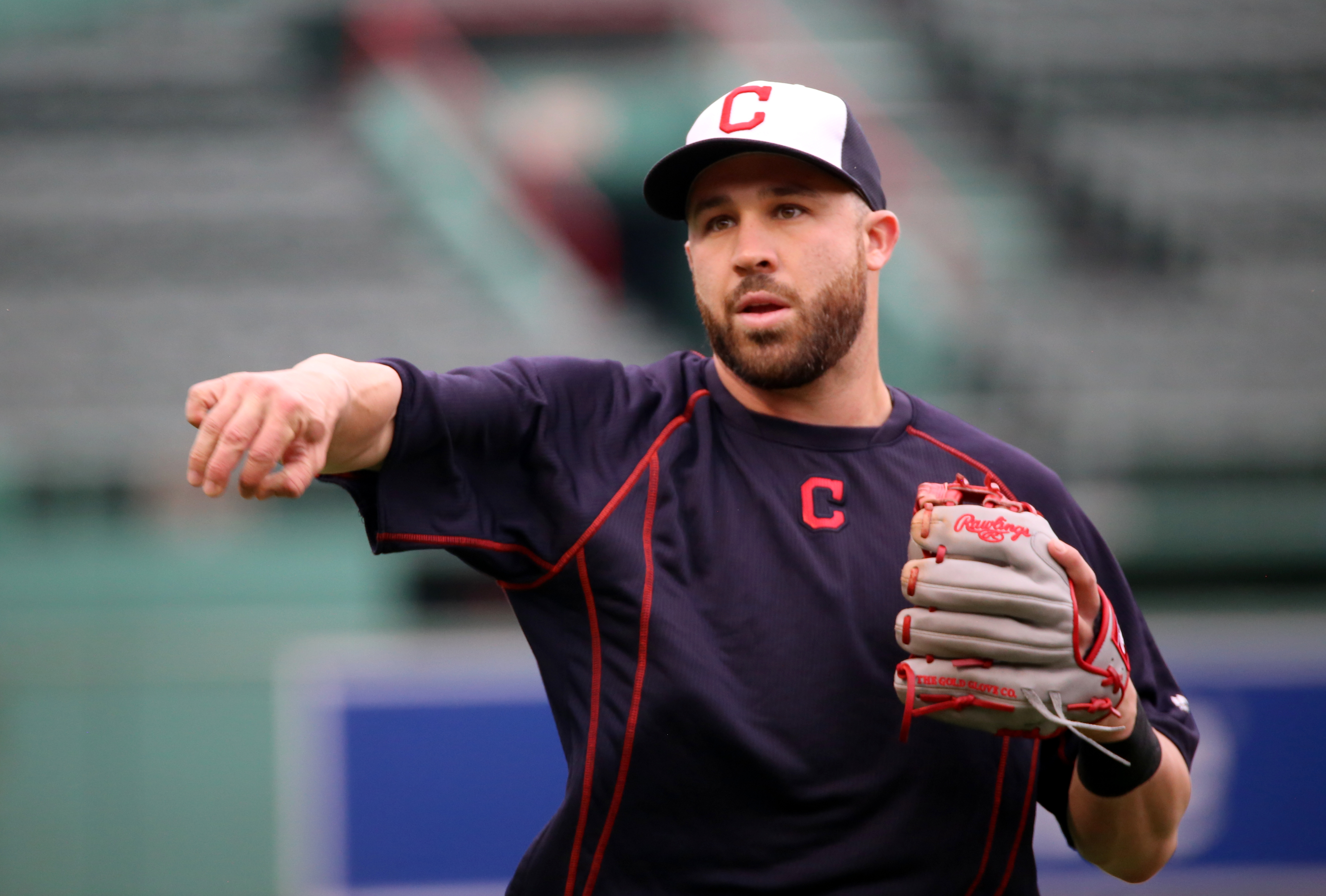
Kipnis nel 2016

Kipnis debuttò nella MLB il 22 luglio 2011, al Progressive Field di Cleveland contro i Chicago White Sox. Batté la sua prima valida il 25 luglio, un singolo con basi cariche nel nono inning, che chiuse l'incontro a favore della sua squadra. Il 3 agosto, 2011, Kipnis divenne il primo seconda base degli Indians a battere un fuoricampo in quattro partite consecutive, e il primo degli Indians, dopo Al Rosen, a fare ciò nel suo anno di esordio.
Concluse la stagione con 36 partite disputate nella MLB e 92 nella minor league, tutte nella Tripla-A.
Nel 2013 venne convocato per il suo primo All-Star Game e partecipò al primo post stagione.
Il 4 aprile 2014, Kipnis firmò un contratto esennale dal valore complessivo di 52.5 milioni di dollari con i Cleveland Indians.
Nel 2016 partecipò alle prime World Series, concluse con la sconfitta degli Indians a favore dei Chicago Cubs.
Il 19 settembre 2018, Kipnis batté un walk-off grande slam come sua valida numero 1000.
Il 31 ottobre 2019, gli Indians annunciarono di aver declinato l'opzione di club per la stagione 2020, inclusa nel contratto di Kipnis, rendendolo free agent.
Il 18 febbraio 2020, Kipnis firmò un contratto di minor league con i Chicago Cubs, con incluso un invito allo spring training. Divenne free agent a fine stagione.
Il 15 febbraio 2021, Kipnis firmò un contratto di minor league con gli Atlanta Braves con un invito allo Spring Training incluso. Giocò in 59 partite nella Tripla-A e divenne free agent a fine stagione.

## Palmarès

### Individuale
- MLB All-Star: 2

2013, 2015
- Defensive Player of the Year: 1

2012
- Giocatore del mese: 2

AL: giugno 2013, maggio 2015
- Giocatore della settimana: 3

AL: 16 giugno e 30 giugno 2013, 20 luglio 2014